# 张淼 (足球运动员)
张淼（1982年10月14日—），中国足球运动员，司职中场，现效力于中超球队河南建业。